# Renée Brasseur
Renée Brasseur, później Huck (ur. 27 sierpnia 1902 w Luksemburgu, zm. 26 czerwca 1929 tamże) – luksemburska pływaczka, olimpijka.
Wystartowała na igrzyskach olimpijskich w Paryżu (1924) w wyścigu na 100 metrów stylem grzbietowym, w którym odpadła w eliminacjach (zajęła piąte miejsce w drugim wyścigu eliminacyjnym z czasem 1:51,4).